# Here, There and Everywhere
是一首披头士乐队的歌曲，被收录于1966年的专辑中。它由保罗·麦卡特尼创作，但署名为列侬-麦卡特尼组合。麦卡特尼在他的传记中表示该曲是他的最爱之一。Mojo杂志在2000年将其列为“史上最伟大的歌曲”第4位。

## 脚注
1. ↑  Pollack 1994.
2. ↑  Moorefield 2005.
3. 1 2  Miles 1997，第285-286頁.
4. ↑  Sheff 2000，第179頁.
5. ↑  . Rocklistmusic.   [21 August 2011]. （原始内容存档于2012-08-06）.